# Jan Zakrzewski (oficer)
Jan Ignacy Zakrzewski (ur. 30 stycznia 1882 we Lwowie, zm. po 1933) – podpułkownik dyplomowany piechoty Wojska Polskiego, działacz niepodległościowy.

## Życiorys
Urodził się 30 stycznia 1882 we Lwowie, w rodzinie Teofila i Anny z Mazurkiewiczów. W roku szkolnym 1895/1896 uczęszczał do c. k. Gimnazjum im. Franciszka Józefa we Lwowie.
Po ukończeniu jednorocznej ochotniczej służby wojskowej w cesarskiej i królewskiej Armii został mianowany na stopień kadeta rezerwy ze starszeństwem z 1 stycznia 1905 i przydzielony w rezerwie do Galicyjskiego Pułku Piechoty Nr 80 we Lwowie. W 1909 został mianowany chorążym rezerwy ze starszeństwem z 1 stycznia 1905. W 1910 został przeniesiony w rezerwie do Galicyjskiego Pułku Piechoty Nr 95 we Lwowie i mianowany podporucznikiem rezerwy ze starszeństwem z 1 stycznia 1910. W szeregach tego oddziału walczył na frontach I wojny światowej. Na stopień porucznika rezerwy został mianowany ze starszeństwem z 1 maja 1915.
15 lipca 1920 roku został zatwierdzony z dniem 1 kwietnia 1920 roku w stopniu majora, w piechocie, w grupie oficerów byłej armii austro-węgierskiej. Pełnił wówczas służbę w Oddziale V Sztabu Ministerstwa Spraw Wojskowych. 1 czerwca 1921 pełnił służbę w Oddziale IV Naczelnego Dowództwa Wojska Polskiego, a jego oddziałem macierzystym był 4 Pułk Piechoty Legionów. Przysługiwał mu wówczas, obok stopnia wojskowego, tytuł „adiutant sztabowy”. 3 maja 1922 został zweryfikowany w stopniu majora ze starszeństwem z 1 czerwca 1919 i 130. lokatą w korpusie oficerów piechoty, a jego oddziałem macierzystym był nadal 4 pp Leg. 3 listopada 1922 został powołany do Wyższej Szkoły Wojennej w Warszawie, w charakterze słuchacza II Kursu Doszkolenia. 15 października 1923, po ukończeniu kursu, został przydzielony do Dowództwa Okręgu Korpusu Nr I w Warszawie. W tym czasie był oficerem nadetatowym 74 Pułku Piechoty w Lublińcu. Przysługiwał mu, obok stopnia wojskowego, tytuł „przydzielony do Sztabu Generalnego”. W kwietniu 1924 został przeniesiony do 30 Pułku Piechoty w Warszawie na stanowisko zastępcy dowódcy pułku. 31 marca 1924 został mianowany podpułkownikiem ze starszeństwem z 1 lipca 1923 i 57. lokatą w korpusie oficerów piechoty. Od 1 czerwca do 30 lipca 1924 był odkomenderowany z 30 pp do Wyższej Szkoły Wojennej, w celu odbycia podróży taktycznej z kursem doszkolenia 1923/24. 15 października 1924 otrzymał dyplom naukowy oficera Sztabu Generalnego i wrócił do 30 pp. W lipcu 1925 został przeniesiony do 26 Pułku Piechoty we Lwowie na stanowisko zastępcy dowódcy pułku. W maju 1927 został przeniesiony do 60 Pułku Piechoty w Ostrowie Wielkopolskim na stanowisko dowódcy pułku. W grudniu 1929 został zwolniony z zajmowanego stanowiska i oddany do dyspozycji szefa Sztabu Głównego z zachowaniem dotychczasowego dodatku służbowego, a z dniem 28 lutego 1930 przeniesiony w stan spoczynku.
Mieszkał we wsi Jezierzany Polskie, poczta Czaruków w powiecie łuckim. W 1934, jako oficer stanu spoczynku pozostawał w ewidencji Powiatowej Komendy Uzupełnień Łuck. Posiadał przydział do Oficerskiej Kadry Okręgowej Nr II. Był wówczas „przewidziany do użycia w czasie wojny”.

## Ordery i odznaczenia
- Krzyż Walecznych
- Złoty Krzyż Zasługi – 9 listopada 1932 „za zasługi na polu przysposobienia wojskowego”[27]
- Medal Niepodległości – 20 lipca 1932 „za pracę w dziele odzyskania niepodległości”[28][1][29]

austriackie
- Srebrny Medal Zasługi Wojskowej z mieczami na wstążce Krzyża Zasługi Wojskowej[30]
- Brązowy Medal Zasługi Wojskowej z mieczami na wstążce Krzyża Zasługi Wojskowej[30]
- Krzyż Wojskowy Karola[30]